# Wyspa św. Barbary w Bydgoszczy
Wyspa św. Barbary – wyspa rzeczna w rejonie staromiejskim Bydgoszczy, o powierzchni ok. 0,06 ha (45 m x 13 m). 
Wyspa jest niedostępna od strony lądu. Do 2019 była porośnięta drzewami. Przez wyspę przechodzi 18. południk długości geograficznej wschodniej.

## Położenie
Wyspa położona jest na Brdzie, tuż za Jazem Farnym, w pobliżu katedry bydgoskiej oraz mostu im. Jerzego Sulimy-Kamińskiego.  

## Historia
Wyspa powstała w II połowie XIX wieku z materiału rzecznego podczas regulacji Brdy w Bydgoszczy. Przedstawia ja mapa miasta z 1876 r., podczas gdy wcześniej nie występowała w ikonografii. W latach 30. XX w. planowano postawienie na wyspie figury św. Barbary, której projekt opracował bydgoski rzeźbiarz Piotr Triebler. Do realizacji jednak nie doszło. Próby świetlnej iluminacji wyspy podejmowano już w dwudziestoleciu międzywojennym.
W 2012 roku prezydent Bydgoszczy w ramach planu zagospodarowania nabrzeży i w celu budowy kładki łączącej południowy brzeg rzeki z wyspą, przejął należący do kurii diecezjalnej fragment bulwaru o powierzchni ponad 700 m². Z uwagi na spór dotyczący wartości przedmiotowej działki nie doszło dotąd do uregulowania stanu prawnego nieruchomości i podjęcia prac nad nową przeprawą. W efekcie dopiero w 2021 powrócono do koncepcji udostępnienia wyspy z lądu.

## Nazwa
Nazwa wyspy pochodzi od kultu św. Barbary, patronki szyprów i sterników bydgoskich. Prawo do uprawiania żeglugi na Brdzie i Wiśle Bydgoszcz miała zagwarantowane w przywileju lokacyjnym Kazimierza Wielkiego, a potwierdzone zostało później przez innych królów. Cech szyprów rzecznych został zatwierdzony w Bydgoszczy w 1487 r. przez Andrzeja Kościeleckiego – starostę bydgoskiego i podskarbiego wielkiego koronnego. Z XV wieku istnieją przekazy o działającym w mieście Bractwie Sterników, które ufundowało kaplicę w kościele Karmelitów, znajdującym się na północnym nabrzeżu Brdy, nieopodal wyspy.
Po zburzeniu kościoła Karmelitów w 1822 r. obraz św. Barbary przeniesiono do kościoła farnego, również sąsiadującego z wyspą.